# Iporangella orchama
Genre
Espèce
Iporangella orchama, unique représentant du genre Iporangella, est une espèce de pseudoscorpions de la famille des Feaellidae.

## Distribution
Cette espèce est endémique de l'État de São Paulo au Brésil. Elle se rencontre vers Iporanga.

## Description
Le mâle holotype mesure 2,24 mm et la femelle paratype 2,38 mm.

## Publication originale
- Harvey, Andrade & Pinto-da-Rocha, 2016 : The first New World species of the pseudoscorpion family Feaellidae (Pseudoscorpiones: Feaelloidea) from the Brazilian Atlantic Forest. Journal of Arachnology, vol. 44, no 2, p. 227-234 (texte intégral).